# Rudolf Unmack
Christian Rudolf Unmack (10. september 1834 i Helsingør – 21. august 1909) var en dansk tømrermester og arkitekt, bror til Johan Vilhelm Unmack.
Han var søn af tømrermester Johan David Unmack (1800-1879) og Nicoline Christiane Andersen (1801-1856) og nedsatte sig 1863 i København som arkitekt og beskæftigede sig væsentligst med landbrugsbygninger. Således tegnede han bl.a. herregården Gerdrup (1864-66).
Senere blev han inddraget i broderens forretning. 1872-74 overtog han i forening med sin broder, J.V. Unmack, anlægget af Burmeister & Wains skibsbyggeri på Refshaleøen og i 1873-76 Gasværksløbet ved Kalvebod Strand, Nyhavns Bro mm. Den 29. januar 1877 gik han i fællesskab med sin bror om at drive den af denne hidtil førte forretning med bro-, sluse og havnearbejder og indtil 1882 ledede han nu forskellige bro- og havnearbejder ved København og konstruerede sammen med broren spirene til Helligånds- og Matthæuskirkerne. 1882 gik han i fællesskab med snedkermester Christian Frederik Christoph (1846-1932) af dampsnedkeriet i Store Kongensgade 63 i København og i november samme år købte de ritmester Døckers opfindelse af transportable huse og barakker, som firmaet satte i produktion. Firmaet blev senere kendt viden om under navnet Christoph & Unmack.
Han var gift med Augusta Marie Schmidt (1846-1896). Parret fik ikke færre end 11 børn.